# Kim Sledge
Kim Sledge (n. 21 de agosto de 1958; Filadelfia, Pensilvania) es una cantante, compositora y actriz estadounidense, forma parte de la banda R&B-Disco Sister Sledge con sus hermanas. Asistió a la Olney High School de la Temple University y a la Rutgers Law School. Ella fue ordenada en 2003 en la International Fellowship del Christian Ministries, Mt. Dora, Florida.

## Contribuciones
Kim es:
- Capellán de la Philadelphia Chapter of Jack y Jill of America.

- Miembro de la House of Chayah International.

- Cofundadora de The Paradise Project Ministries.

- Vicepresidente y C.O.O. de Malaju Records

- Miembro del grupo soul y disco Sister Sledge.

## Vida personal
Kim es la esposa de Mark Allen M.D. tiene tres hijos, Mark, Laura y Julie Allen.
Ella tiene traveled ampliamente en todo el mundo en el Ministerio de cantar y hablar. Un intercesor con un gran amor por su Salvador y una misión llevar el Evangelio y el amor de Jesucristo, internacionalmente por vivir en el Reino de Dios a través de un estilo de vida de amor y servicio a toda la humanidad.